# 復仇號星艦
聯邦星艦復仇號（USS Vengeance），是美国科幻电影《闇黑無界：星際爭霸戰》中虚构的一艘聯邦星艦，這艘星艦由可汗設計，馬可斯將軍指揮。
該艦外觀與傳統聯邦星艦相似，但是體型極度巨大，甚至比銀河飛龍中的銀河級企業號Ｄ大幾倍，31區特務機關以戰爭為前提建造， 屬於無畏級星艦，與一般聯邦星艦不同， 無畏級星艦是一種戰艦，而不是像一般聯邦星艦一樣用於探索和研究，無畏級星艦只用於戰鬥，武器系統和能量護盾裝甲為當時最強而且能在曲速中攻擊；擁有先進的轉運系統，可以同時傳送幾十個人或貨物，轉運系統可從艦橋控制，傳送艦內任何地方的人或貨物作點對點運輸， 高度自動化無人化，有聲控人工智能，必要時可以由一人操控全艦。對比星際聯邦最先進旗艦企業號大兩倍、快三倍、火力強十倍，擁有最新的第七代曲速引擎和第七代武器系統 ，並有兩具特殊的球型無人機發射器，無人機上搭載數枚光雷，能在敵艦四周配合進行飽和攻擊。
在與企業號交戰中有壓倒性優勢，並令企業號嚴重損毀，但是由於史考特的潛入並於輪機室重啟復仇號的曲速核心，使復仇號停擺，最後被史巴克下令引爆的光子光雷（由可汗設計）而重創，而被可汗設定了自毀撞擊航線墜入舊金山的星際聯邦總部所在地 ，由於復仇號過於巨大，此舉造成巨大傷亡 。
關於在曲速中戰鬥的情節，在《星艦迷航記X：星戰啟示錄》（英語：Star Trek Nemesis）中出現過類似橋段，辛宗的軍刀號使用隱形裝置並以曲速追上企業號Ｅ，並攻擊企業號的曲速引擎。該隐形装置會違反星聯與羅慕蘭所簽訂亞吉農條約